# Eddy Seigneur
Eddy Seigneur (Beauvais, 15 febbraio 1969) è un dirigente sportivo ed ex ciclista su strada francese, professionista dal 1992 al 2005.

## Carriera
Passato professionista nel 1992 con la squadra parigina Z, gareggiò con questa formazione, divenuta prima Gan e poi Crédit Agricole, fino al 1998, eccetto una stagione alla Française des Jeux; vestì poi le divise della Saint-Quentin-Oktos-MBK e della Jean Delatour/RAGT Semences.
Nelle quattordici stagioni di attività tra i pro si aggiudicò cinque campionati nazionali, quattro a cronometro e uno in linea, e la tappa conclusiva del Tour de France 1994.

## Palmarès
- 1990 (Dilettante)

Grand Prix de la ville de Nogent-sur-Oise
- 1991 (Dilettante)

Prologo Tour du Poitou-Charentes
4ª tappa Tour du Poitou-Charentes
- 1992 (Z, una vittoria)

Prologo Tour de l'Avenir
- 1993 (Gan, cinque vittorie)

Grand Prix de la Ville de Rennes
2ª tappa, 2ª semitappa Quatre Jours de Dunkerque
4ª tappa Tour de l'Oise
10ª tappa Tour de l'Avenir
12ª tappa Tour de l'Avenir
- 1994 (Gan, quattro vittorie)

21ª tappa Tour de France (Disneyland > Parigi)
2ª tappa, 2ª semitappa Quatre Jours de Dunkerque
Classifica generale Quatre Jours de Dunkerque
Prologo Tour de l'Avenir
- 1995 (Gan, due vittorie)

Campionati francesi, Prova in linea
1ª tappa Circuit de la Sarthe
- 1996 (Gan, tre vittorie)

Campionati francesi, Prova a cronometro
5ª tappa Tour du Poitou-Charentes
Classifica generale Tour du Poitou-Charentes
- 1997 (Française des Jeux, due vittorie)

3ª tappa Circuit des Mines
Classifica generale Circuit des Mines
- 2001 (Jean Delatour, una vittoria)

7ª tappa Circuit des Mines
- 2002 (Jean Delatour, una vittoria)

Campionati francesi, Prova a cronometro
- 2003 (Jean Delatour, tre vittorie)

Campionati francesi, Prova a cronometro
1ª tappa Volta ao Alentejo
5ª tappa Volta ao Alentejo
- 2004 (RAGT, due vittorie)

Campionati francesi, Prova a cronometro
Duo Normand (cronocoppie, con Frédéric Finot)

## Piazzamenti

### Grandi Giri
- Giro d'Italia

1992: 112º
1993: ritirato (12ª tappa)
- Tour de France

1994: 51º
1995: ritirato (2ª tappa)
1996: ritirato (6ª tappa)
1998: fuori tempo massimo (15ª tappa)
2001: 95º
2002: 143º
2004: fuori tempo massimo (4ª tappa)
- Vuelta a España

1995: ritirato (5ª tappa)
1998: ritirato (7ª tappa)
2000: ritirato (8ª tappa)

### Classiche monumento
- Milano-Sanremo

1994: 117º
- Parigi-Roubaix

1994: 35º
2003: 55º
- Liegi-Bastogne-Liegi

1993: 41º

### Competizioni mondiali
- Campionati del mondo

Catania 1994 - Cronometro: 26º
San Sebastián 1997 - Cronometro: 19º
Lisbona 2001 - Cronometro: 20º
Hamilton 2003 - Cronometro: 22º
Verona 2004 - Cronometro: 14º